# Johann Hermann Schacht
Johann Hermann Schacht (* 6. April 1725 in Bremen; † 16. Februar 1805 in Harderwijk) war ein deutscher reformierter Theologe.

## Leben
Schacht hatte seine Ausbildung in Bremen absolviert und an der Universität Utrecht ein Studium der Theologie abgeleistet. Daraufhin wurde er am 25. Juni 1752 Prediger ebenda und 1763 Nachfolger des Franz Ludwig Cremer (1715–1776) als Professor der Theologie an der Universität Harderwijk berufen. Zuvor hatte er im August 1763 zum Doktor der Theologie promoviert. Er war auch von Oktober 1763 bis 1780 Prediger an der Kirche der Akademie.
Dieses Amt trat er mit einer Rede Oratio inauguralis de causis cur religio Christiana plures hodie quam olim experiatur obtrectatores (warum die christliche Religion jetzt mehr Feinde hat als früher) 1764 an. Auch lässt sich eine akademische Rede Oratio qua demonstratur rationem sanam haud intercedere, quominus religionis Christianae mysteriis fidem habeamus (Traj. ad Rh. 1766) feststellen. Obwohl er weitere Berufungen 1766 nach Bremen und 1787 an die Universität Franeker erhielt, blieb er weiter in Harderwijk, bis zu seiner im Frühjahr 1804 erfolgten Emeritierung.
Er war verheiratet mit Helena Maria Gildemeester. Godefried Johannes Schacht (1764–1846) ist sein Sohn.

## Werke (Auswahl)
- C. Ikenii Harm. hist. perpess. Servatoris nostri recudi curavit, Harmoniam vero hist. J.C. resurrectionis, notis illustratam, addidit J.H.S. Traj. ad Rhen. 1758 auch in Zie Gött. gel. Anzeig. 1759, St. 135, S. 1175 en Eslangsche gel. Zeitung 1759, S. 777.
- C. Ikenii dissertt. philol. theoll. in diversa S. Cod. utriusque Instrum. loca. Collegit ac recensuit J.H.S. Traj. ad Rhen. 1770
- De noodzakelijkheid van eene spoedige bekeering, ter waarschuwing tegen het uitstel van dezelve, aangedrongen. Amsterdam 1762, 1777, auch in Die Nothwendigkeit einer schleunigen Bekehrung u. s. w. Mit einem Anhange von G.G. Otterbein. Franckfurt u Leipzig. 1788.
- Over de noodzakelijkheid van den Heer te zoeken enz. in Schatkamer der geleerden en Ned. Letter-verlustiging. Amsterdam 1762
- Over de oorzaak waarom de Christ. godsdienst tegenwoordig meer bestrijders dan voorheen ontmoet. Utrecht 1761
- Voorredenen voor de Ned. overz. van R. Millar, Historie van de voortplanting van den Christ. Godsdienst en van den ondergang des Heidendoms. 2. Aufl. Utrecht und Amsterdam 1764